# Krzywa Vivianiego

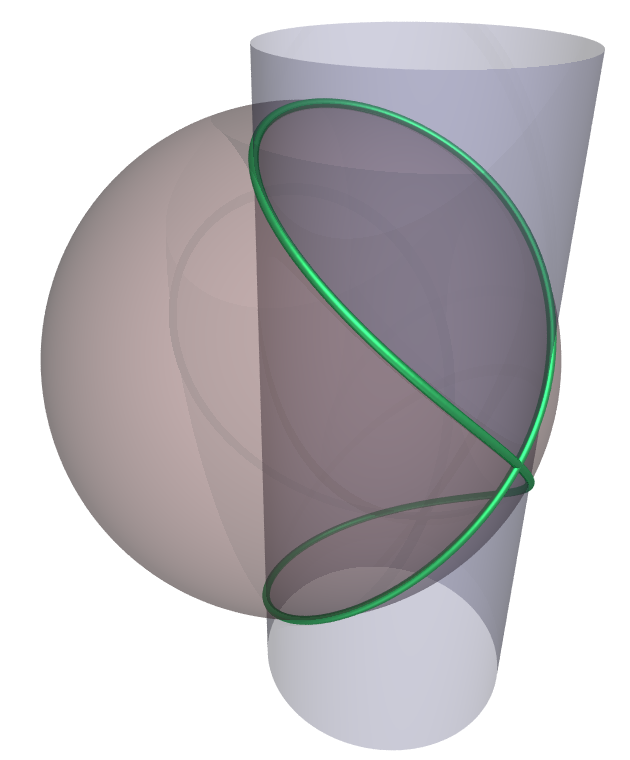

Krzywa Vivianiego (rzadziej okno Vivianiego) – krzywa będąca częścią wspólną przecinających się sfery i powierzchni bocznej (pewnej ograniczonej części) nieskończenie wysokiego walca.

## Wzory
W kartezjańskim układzie współrzędnych, krzywą Vivianiego można opisać parametrycznie równaniami:
{\displaystyle x=R\sin ^{2}t,}
{\displaystyle y=R\sin t\cos t,}
{\displaystyle z=R\cos t.}
Długość całej krzywej wyraża się całką eliptyczną zupełną drugiego rodzaju:
{\displaystyle l=4R\int \limits _{0}^{\frac {\pi }{2}}{\sqrt {1+\sin ^{2}t}}dt=4{\sqrt {2}}R\cdot E\left({\frac {1}{\sqrt {2}}}\right).}